# Pygère timon
Pygaera timon
Genre
Espèce
La pygère timon (Pygaera timon) est une espèce de lépidoptères (papillons) de la famille des Notodontidae et de la sous-famille des Pygaerinae. C'est la seule espèce de son genre Pygaera (monotypique).
- Répartition : du nord et du centre de l’Europe jusqu’en Asie orientale.
- Envergure du mâle : de 17 à 19 mm.
- Période de vol : de mai à juin.
- Plantes-hôtes : Populus

## Source
- P.C. Rougeot, P. Viette, Guide des papillons nocturnes d'Europe et d'Afrique du Nord, Delachaux et Niestlé, Lausanne 1978.